# Samsung Galaxy S4
Treść tego artykułu może nie być zgodna z zasadami neutralnego punktu widzenia,
ponieważ należy dodać inne recenzje przedstawiające nie tylko krytykę telefonu.
Dokładniejsze informacje o tym, co należy poprawić, być może znajdują się w dyskusji tego artykułu.
 Po wyeliminowaniu niedoskonałości należy usunąć szablon [[Szablon:Dopracować|]] z tego artykułu.

Samsung Galaxy S4 (WHITE)

Samsung Galaxy S4 – smartfon z serii Galaxy produkowany przez koreańską firmę Samsung. Zaprezentowany 14 marca 2013 roku podczas wydarzenia Unpacked w Nowym Jorku. Jego premiera miała miejsce 27 kwietnia 2013 roku. Urządzenie dostępne jest w 327 sieciach komórkowych z 155 krajów.

## Specyfikacja
Samsung Galaxy S4 został wyposażony w 5-calowy ekran Full HD Super AMOLED, którego gęstość pikseli wynosi 441 ppi. Posiada ośmiordzeniowy procesor Exynos 5 Octa z taktowaniem 1,6 GHz (4 rdzenie Cortex A15 połączone z czterema wykonanymi w technologii Cortex A7) lub czterordzeniowy Snapdragon 600 o taktowaniu 1,9 GHz. Model procesora zależy od regionu sprzedaży urządzenia, lecz w Polsce będzie istniała możliwość wyboru. Ponadto smartfon posiada 2 GB pamięci RAM oraz 16, 32 lub 64 GB pamięci wewnętrznej (w zależności od wersji) z możliwością rozszerzenia za pomocą karty microSD.
Tylny aparat fotograficzny posiada matrycę o rozdzielczości 13 Mpix, natomiast przedni 2 Mpix. Obsługuje łączność LTE, Wi-Fi (802.11 a/b/g/n/ac), Bluetooth 4.0 oraz IrDA. Urządzenie posiada baterię o pojemności 2600 mAh. Jego obudowa wykonana jest z poliwęglanu.
Wymiary urządzenia to 136,6 × 69,8 × 7,9 mm, a masa wynosi 130 g.
Innowacje w oficjalnym oprogramowaniu:
- tłumacz na żywo,
- opcja pozwalająca na wstrzymanie odtwarzania filmu, gdy tylko odwrócony zostanie wzrok od ekranu,
- zdalne udostępnianie wybranej zawartości dla urządzeń domowych,
- automatyczne dostosowanie ekranu i głośności w zależności od warunków korzystania[4][5].

## Sprzedaż
Producent ogłosił, że w pierwszym miesiącu sprzedaży Galaxy S4 na całym świecie zostało sprzedanych 10 mln sztuk, dla porównania Galaxy S3 potrzebował na to 50 dni, a model S II – pięciu miesięcy. W październiku 2013, czyli po sześciu miesiącach sprzedaż osiągnęła 40 mln sztuk.

## Krytyka
Samsung Galaxy S4 miewają problemy z wyświetlaczem, który wyświetlając w całości czarny obraz ma wyraźnie czerwoną poświatę. Okazało się, że czerwone subpiksele matrycy pozostają aktywne, co uniemożliwia wyświetlanie czerni. Samsung na raporty zareagował i udostępnił specjalną aktualizację oprogramowania. Jakiś czas później użytkownicy zauważyli kolejną wadę. Po zaktualizowaniu systemu w smartfonie dzieje się coś innego. W trakcie przewijania treści z czarnym tłem pojawia się fioletowa poświata tuż przed tym, jak kolor czarny przejdzie w ciemnoniebieski. Dobrze widać to w trakcie przewijania listy ustawień systemowych. Przewijając jej zawartość w górę i w dół widać, jak na ciemnych paskach oraz przyciskach następują przekłamania kolorów. Na forum dyskusyjnym XDA Developers można zauważyć, że problem ten jest powszechny, a więc trudno uznać to za incydent.
Użytkownicy narzekają też na jakość plastikowej obudowy, która szybko się rysuje, zaledwie 8,6 GB wolnego miejsca w modelu 16 GB, brak możliwości zapisywania danych aplikacji na karcie pamięci (poprawione wraz z aktualizacją oprogramowania), brak stabilizacji optycznej aparatu (co skutkuje obniżoną jakością zdjęć oraz filmów przy słabym oświetleniu), nadmierne nagrzewanie, throttling, czyli obniżanie taktowania, częste „lagowanie”, problemy z czujnikami dotyku, niedopracowanie wielu funkcji telefonu.

## Rodzina smartfonu
Oficjalnie zapowiedziano Samsung Galaxy S4 w dodatkowych odmianach:
- Samsung Galaxy S4 mini (model GT-i9190) – pomniejszona wersja z ekranem 4,25" qHD, Qualcomm Snapdragon MSM8930 (Krait) 1,7 GHz i 8 GB pamięci.
- Samsung Galaxy S4 Zoom – S4 mini z aparatem fotograficznym 16 Mpix, w rodzaju kompaktu, z fizycznym, optycznymi maks. 10× soczewkami) i wbudowaną pamięcią o pojemności 8 GB. Wprowadzenie(sprzedawanie), w Wielkiej Brytanii od lata 2013, inne kraje – 4 kwartał 2013[14].
- Samsung Galaxy S4 Active (model GT-i9295) – smartfon w wersji odpornej i testowanej w wodzie do 1 metra, przy 30 minutach maks. testu, 8 Mpix aparat podwodny, pamięć wbudowana 16 GB, procesor Qualcomm Snapdragon APQ8064T (Krait) 1,9 GHz. Wprowadzony na rynek najpierw w Szwecji, a od lata 2013 w Wielkiej Brytanii[15].
- Samsung Galaxy S4 Value Edition (model GT-i9515) – wprowadzony w 2014 roku odpowiednik i9505 fabrycznie z systemem Android 4.4.2 KitKat[16].
- Samsung Galaxy S4 LTE+ (model GT-i9506) – szybsza transmisja danych w standardzie LTE-A (prędkość pobierania do 150 Mbps), 4 rdzeniowy procesor Qualcomm Snapdragon 800 MSM8974, 2,26 GHz, układ graficzny Adreno 330, pamięć wbudowana 16 GB. W Polsce dostępny jedynie u operatora T-Mobile Polska.